# Schaarbekken
De schaarbekken zijn een groep van zeevogels uit de familie van de meeuwen. De drie soorten worden in het geslacht Rynchops geplaatst, dat soms als enige geslacht in de aparte onderfamilie Rynchopinae wordt geplaatst.

## Kenmerken
Opvallend is de snavel, waarvan de onderkant tot een derde langer is dan de bovenkant. Dit stelt de vogels in staat al vliegend met de bek open vissen en schaaldiertjes uit het water te vissen. Ze hebben lange en puntige vleugels. De bovenzijde en kruin zijn donkerbruin en de onderzijde, buik, kin en wangen zijn wit. De vogels hebben een lengte van ongeveer 40 cm. De pupillen zijn spleetvormig, dit is een zeldzaamheid bij vogels. De vrouwtjes zijn groter dan de mannetjes, er is geen verschil in bevedering. Bij jongere vogels is de onderzijde wit, de bovenzijde bruin met witte vlekken en strepen. Hun vleugels zijn langer dan de vleugels van de sterns. 

## Voedsel
Schaarbekken vangen vissen en kleine kreeftjes door met een geopende snavel vlak boven de waterspiegel te vliegen, waarbij de onder snavel het water klieft. De bovensnavel wordt hierbij vooruit gestoken, zodat deze boven water blijft. Zodra de onder snavel een vis raakt, klapt de bovensnavel naar beneden, waarbij de vogel de kop onder het lichaam buigt, echter zonder de vlucht te onderbreken. Vervolgens vliegt hij met de vis in de snavel verder om deze met de kop naar voren in te slikken. Beide kaken van de schaarbek zijn gestroomlijnd, de onder snavel is bijzonder plat en voorzien van messcherpe kanten, hij is langer dan de bovensnavel. 
De eigenaardige manier van voedsel te vergaren heeft aanleiding gegeven tot verschillende volksnamen zoals in het Engels: ‘Skimmer’ dat wil zeggen afromer. In het algemeen klieven schaarbekken het wateroppervlak in lange rechte banen af waarbij de vangst van vissen en krabbetjes willekeurig en zonder plan verloopt. Ze doen dit ‘s nachts en in troebel water als andere visetende verwanten niet op jacht kunnen.Ze zijn actief bij eb in de ochtend en avondschemering en men kan dan korte blaffende kreten horen.

## Geslachten
- Rynchops